# Скотники (Свентокшиське воєводство)
Скотники (пол. Skotniki) — село в Польщі, у гміні Самбожець Сандомирського повіту Свентокшиського воєводства.
Населення — 478 осіб (2011).
У 1975-1998 роках село належало до Тарнобжезького воєводства.

## Демографія
Демографічна структура на день 31 березня 2011 року:
|          | Загалом | Допрацездатний вік | Працездатний вік | Постпрацездатний вік |
| -------- | ------- | ------------------ | ---------------- | -------------------- |
| Чоловіки | 228     | 33                 | 169              | 26                   |
| Жінки    | 250     | 53                 | 131              | 66                   |
| Разом    | 478     | 86                 | 300              | 92                   |